# Melike Yılmaz
Melike Nezihe Yılmaz Çadır (Balıkesir, 19 gennaio 1995) è una pallavolista turca, centrale dell'Adam.

## Carriera

### Club
La carriera di Melike Yılmaz inizia nel 2010, quando entra a far parte del settore giovanile dell'Eczacıbaşı, dove gioca per tre annate. Nella stagione 2013-14 gioca in Voleybol 2. Ligi con l'Arkas di Smirne, per poi debuttare nella massima divisione turca col Sarıyer di Istanbul nella stagione seguente, militandovi quattro annate, anche dopo la retrocessione del club al termine della stagione 2016-17.
Nel campionato 2018-19 approda per un biennio al Galatasaray, accasandosi in seguito, per il campionato 2020-21, nuovamente in serie cadetta, dove difende i colori del Nevşehir: dopo aver saltato la prima parte dell'annata 2021-22 a causa di un infortunio, nel gennaio 2022 firma con l'Adam, sempre in Voleybol 1. Ligi.

### Nazionale
Fa parte della selezione turca Under-19 nel 2012.
Nel 2015 debutta in nazionale maggiore, vincendo la medaglia d'argento alla European League.

## Palmarès

### Nazionale (competizioni minori)
- European League 2015